# Un conte parfait
Un conte parfait (Un cuento perfecto) est une mini-série télévisée espagnole écrite par Marina Pérez et réalisée par Chloé Wallace, diffusée depuis le 28 juillet 2023 sur la plateforme Netflix. 
Il s'agit de l'adaptation du roman Un cuento perfecto (es) d'Elísabet Benavent, publié en 2020. 

## Synopsis
Margot est l'héritière d'un empire hôtelier alors que David a trois emplois pour joindre les deux bouts. Cependant, quand leurs chemins se croisent, ils découvrent qu'eux seuls peuvent s'aider à reconquérir l'amour de leur vie. Margot a fui son fiancé parfait, Filippo, à leur mariage, et David s'est fait plaquer par Idoia.

## Distribution

### Acteurs principaux
- Anna Castillo (VF : Marion Gress) : Margarita « Margot » Ortega
- Álvaro Mel (es) (VF : Donald Reignoux) : David

### Acteurs récurrents
- Ingrid García-Jonsson (VF : Ingrid Donnadieu) : Candela, une des sœurs de Margot
- Lourdes Hernández (VF : Pamela Ravassard) : Patricia, une des sœurs de Margot
- Tai Fati (VF : Flora Kaprielian) :  Domi
- Jimmy Castro (es) (VF : Jean-Baptiste Anoumon) : Iván
- Ana Belén : la mère de Margot
- Elena Irureta (es) : Amparo
- Ane Gabarain : Asun
- Joseph Ewonde :
- Claudia Traisac : Cristina
- Sergio Pozo : Alberto
- Celia Sastre (VF : Céline Legendre-Herda) : Ruth
- Mario Ermito (VF : Julien Allouf) : Filippo
- Lydia Pavón (VF : Leslie Lipkins) : Idoia

Version française
- Société de doublage : VSI Paris
- Direction artistique : Audrey Sablé

 Source et légende : version française (VF) sur RS Doublage

## Épisodes
1. Nous ne nous chercherons pas (No nos buscaremos)
2. Que suis-je censée faire ? (¿Qué se supone que debo hacer?)
3. Amis ? (¿Amigos?)
4. Date de péremption (Fecha de caducidad)
5. La décision (La decisión)

## Accueil
La série s'est hissée en trois jours seulement dans le top 10 des contenus les plus regardés du moment sur Netflix.